# Töpchiner Seen
Die Töpchiner Seen sind ein 374,94 Hektar großes Naturschutzgebiet im Landkreis Dahme-Spreewald im Land Brandenburg. Es liegt hauptsächlich auf der Gemarkung der Stadt Mittenwalde, ein geringer Teil gehört zur Gemeinde Groß Köris. Das Naturschutzgebiet ist identisch mit dem gleichnamigen FFH-Gebiet.

## Lage
Das Naturschutzgebiet Töpchiner Seen befindet sich etwa 10 km südsüdöstlich des Stadtzentrums und dort südlich des Motzener Sees. Es grenzt an den nördlich gelegenen Mittenwalder Ortsteil Motzen und im Osten an die Gemeinde Groß-Köris. Wenige Kilometer östlich verläuft die Bundesautobahn 13 in Nord-Süd-Richtung. Südlich liegt der Wohnplatz Waldeck und die Stadt Teupitz mit ihrem Ortsteil Egsdorf, westlich der namensgebende Mittenwalder Ortsteil Töpchin. Das Gebiet ist Teil des Landschaftsschutzgebietes Notte-Niederung. Naturräumlich gehört es zum Ostbrandenburgischen Heide- und Seengebiet und darin zum Zossen-Teupitzer Platten- und Hügelland.
Kern des Gebiets sind die beiden Töpchiner Seen, die über den Töpchiner Hauptgraben verbunden sind und in den Motzener See entwässern.

## Geschichte

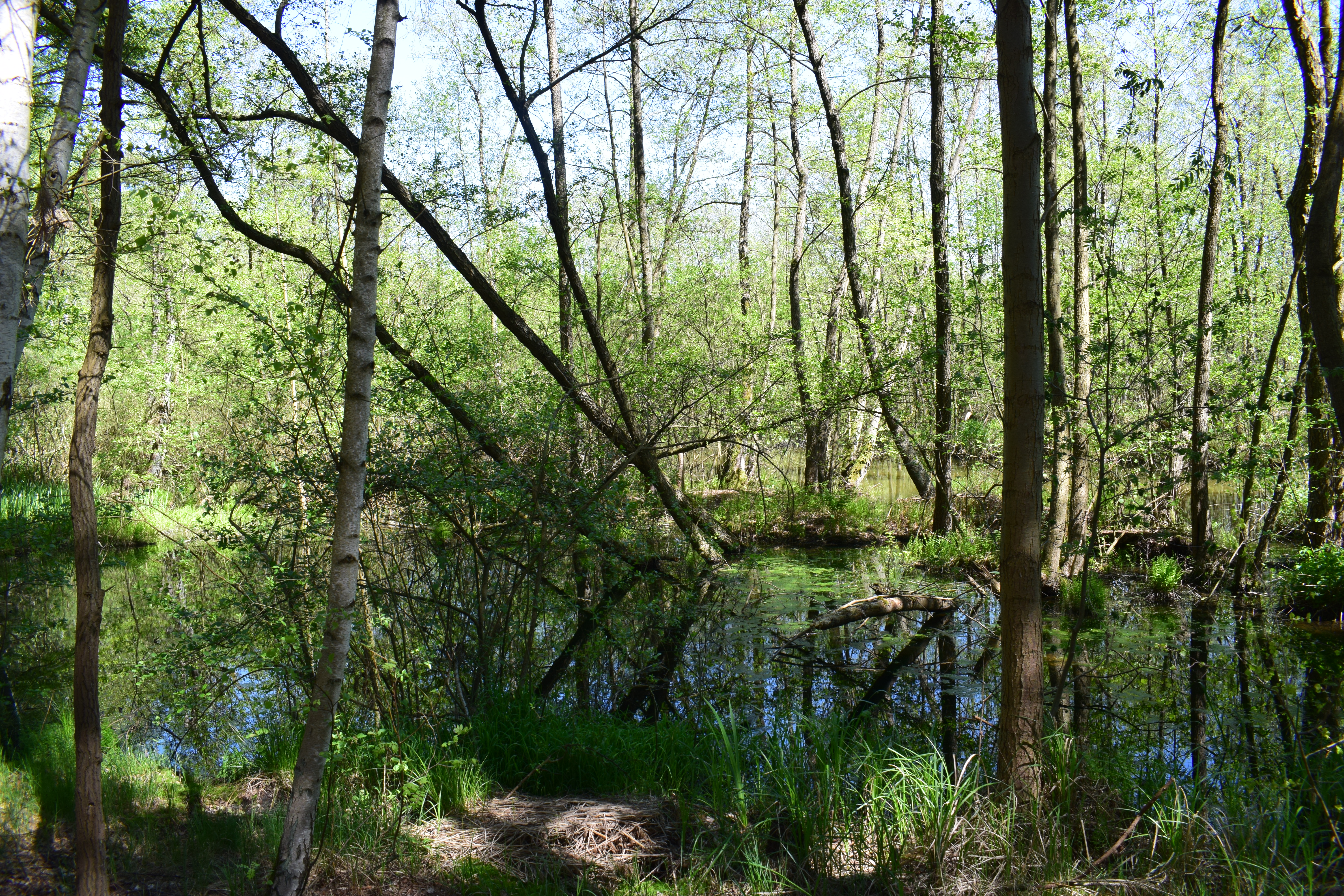
Töpchiner Hauptgraben

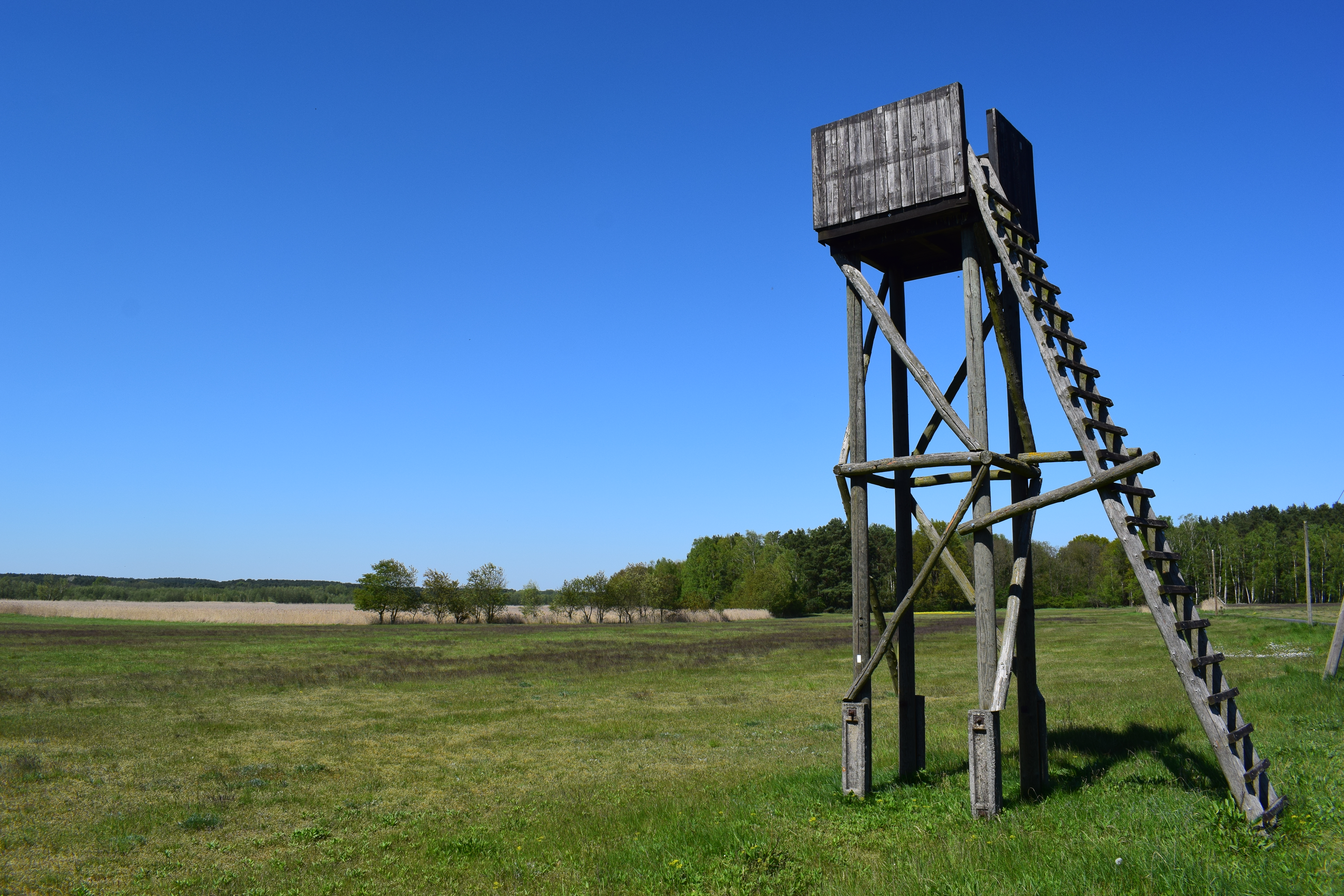
Grünland bei Waldeck

Die Landschaft im Schutzgebiet entstand während der Weichsel-Eiszeit. Die Seen blieben beim Abschmelzen des Eises zurück, als sich eine Abflussrinne für das Schmelzwasser bildete. Das Wasser lief ursprünglich von Norden kommend in südlicher Richtung ab. Im Laufe der Jahrtausende bildeten sich in der Niederung Verlandungsmoore, und die Fließrichtung kehrte sich um. Der dabei gebildete Torf hat in großen Teilen des Naturschutzgebiets eine Mächtigkeit von fünf Metern, stellenweise auch acht Metern. Neben den Verlandungsmooren bildeten sich kalkreiche Niedermoore, Pfeifengraswiesen, die sich mit Flachland-Mähwiesen abwechseln. Bereits im 12. Jahrhundert sollen die Bewohner in Motzen eine Mühle errichtet und zum Betrieb das Wasser aufgestaut haben. Dies änderte sich erst 1862, als der Notte-Regulierungsverband den Wasserspiegel um 1,30 bis zu 1,40 m absenkte und damit die großflächige Vermoorung einleitete. Es bildeten sich die beiden Seen, die zur besseren Unterscheidung auch als Unterer und Oberer Töpchiner See bezeichnet werden. Durch Verlandungen sind die Seen in den letzten 50 Jahren jedoch mittlerweile deutlich kleiner geworden. Die intensive Fischwirtschaft in den 1970er und 1980er Jahren hat zu beträchtlichen Nährstoffeinträgen geführt. Dadurch haben sich beide Gewässer zu polytrophen Seen entwickelt. Die Unterschutzstellung des Gebietes am 29. Mai 1988 hat noch zu keiner Reduzierung der Nährstoffanreicherung durch die Selbstreinigungskräfte der Verlandungsvegetation geführt.

## Nutzung und Entwicklung
Eine landschaftliche Nutzung ist auf Grund des wenig tragfähigen Untergrundes nur bedingt möglich. In Verbindung mit einem örtlichen Landwirtschaftsbetrieb hat die Stiftung NaturSchutzFonds des Landes Brandenburg vier Wasserbüffel angesiedelt. Sie helfen, die Moorvegetation von anderen Pflanzen freizuhalten. 
Um den See führt ein rund neun Kilometer langer Rundweg, der den Europäischen Fernwanderweg sowie den Fontaneweg F4 kreuzt. Sportliche Aktivitäten wie Baden, Bootfahren und Segeln sind nicht erlaubt. Das Angeln im nördlichen Töpchiner See ist mit Angelkarte zulässig.
Ein vorrangiges Ziel ist, den zuvor stark schwankenden Wasserhaushalt der Moore zu stabilisieren. Hierzu wurden in den 2010er Jahren einige wasserbauliche Arbeiten durchgeführt. In den Töpchiner Hauptgraben wurden dazu mehrere Plomben eingesetzt, um die natürlichen Abflussverhältnisse wiederherzustellen. Weiterhin errichteten Handwerker im Hauptfließ an der Straßenbrücke zwischen Töpchin und Waldeck sowie unterhalb des Unteren Töpchiner Sees Sohlschwellen.

## Flora und Fauna

### Lebensraumtypen
Die Habitatstruktur im Gebiet ist vielfältig. Folgende Lebensraumtypen des Anhangs I der FFH-Richtlinie sind vertreten:
- 3150 Natürliche eutrophe Seen mit einer Vegetation des Magnopotamions oder Hydrocharitions,
- 6120 Trockene, kalkreiche Sandrasen,
- 6410 Pfeifengraswiesen auf kalkreichem Boden, torfigen und tonig-schluffigen Böden (Molinion caeruleae),
- 6510 Magere Flachland-Mähwiesen (Alopecurus pratensis, Sanguisorba officinalis),
- 7140 Übergangsund Schwingrasenmoore,
- 7230 Kalkreiche Niedermoore,
- 9190 Alte bodensaure Eichenwälder auf Sandebenen mit Quercus robur,
- 91D0 Moorwälder,
- 91T0 Mitteleuropäische Flechten-Kiefernwälder.

### Flora
In den Töpchiner Seen gibt es kaum Unterwasservegetation. In ihren breiten Verlandungsgürteln wachsen Wasser-Sumpfkresse und verschiedene Schwimmblattpflanzen. Im Sommer führt die Entwicklung des Phytoplanktons zur Eintrübung des Wassers und Sichttiefen von weniger als 40 cm. Die Fließgewässer besitzen eine üppige Ufervegetation und Wasserpflanzengemeinschaften aus Wasser-Schwaden, Flutendem Schwaden und Froschlöffel.
Die gehölzarmen Moore bilden als Zwischenmoore aktiv Torf. In den vorhandenen Schwingmooren dominieren Fieberklee und Teich-Schachtelhalm. Weiterhin wachsen hier der Zungen-Hahnenfuß, der Kleine Baldrian, das Sumpf-Weidenröschen, die Wiesen-Segge, die Schnabel-Segge, der Sumpf-Sitter, das Steifblättrige Knabenkraut, das Sumpf-Glanzkraut, der Große Klappertopf das Schmalblättrige Wollgras und das Sumpf-Blutauge.
Besonders die Bereiche südlich und westlich des Oberen Töpchiner Sees sind großflächig von Röhricht bedeckt, in dem Schilfrohr und Rohrkolben vorherrschen. Vereinzelt wachsen hier Schwarz-Erlen, Birken und Weiden. Am Töpchiner Hauptgraben gibt es größeren Bruchwald. Die Vegetation am Boden besteht hier aus Torfmoos, Widertonmoos, Sumpffarn, Sumpf-Weidenröschen und Berle.
Auf den Feuchtwiesen, die mit Rindern und Wasserbüffeln beweidet werden, wachsen Kohldistel, Wiesen-Schaumkraut, Sumpf-Dotterblume, Bach-Nelkenwurz, Echtes Mädesüß, Kuckucks-Lichtnelke und Breitblättriges Knabenkraut.
Auf kleineren Waldflächen in höher liegenden Bereichen im Südsüdosten des Schutzgebiets stehen über 170 Jahre alte Stieleichen. In geringen Maße gibt es Trockenrasengesellschaften, zu denen auch gefährdete Arten wie der Ähriger Blauweiderich, die Wiesen-Flockenblume, das Rötlichen Fingerkraut und der Ackersteinsame gehören. Auf früheren Äckern hat sich Silbergras angesiedelt.

### Fauna
Unter besonderem Schutz stehen die im Anhangs II der FFH-Richtlinie aufgeführten Arten Großer Feuerfalter und Fischotter. Auch die bedrohte Zwerglibelle und das Kleewidderchen kommen im Gebiet vor. Sehr artenreich sind die Heuschrecken vertreten, auf den Moorwiesen durch die Sumpfschrecke und die Kurzflügelige Schwertschrecke und auf den Trockenrasen durch den Warzenbeißer, die Westliche Beißschrecke und den Rotleibigen Grashüpfer. Die insektenreichen Habitate bieten auch mehreren Vogelarten günstige Nahrungsbedingungen. Als Brutvögel zu nennen sind der Wiedehopf, die Heidelerche, der Steinschmätzer, der Brachpieper, die Sperbergrasmücke und der Raubwürger. Typische im Schutzgebiet lebende Wasservögel sind die Bekassine, die Tüpfelralle und der Kranich. An geeigneten Stellen der Fließgewässerufer brütet auch der Eisvogel. Im Wasser leben der Aal, der Zander, der Barsch, der Hecht, der Karpfen, das Rotauge und der Wels.